# Galvezia juncea
Galvezia juncea là một loài thực vật có hoa trong họ Mã đề. Loài này được (Benth.) A. Gray mô tả khoa học đầu tiên năm 1887.